# Iwan Ljudwigowitsch Knunjanz

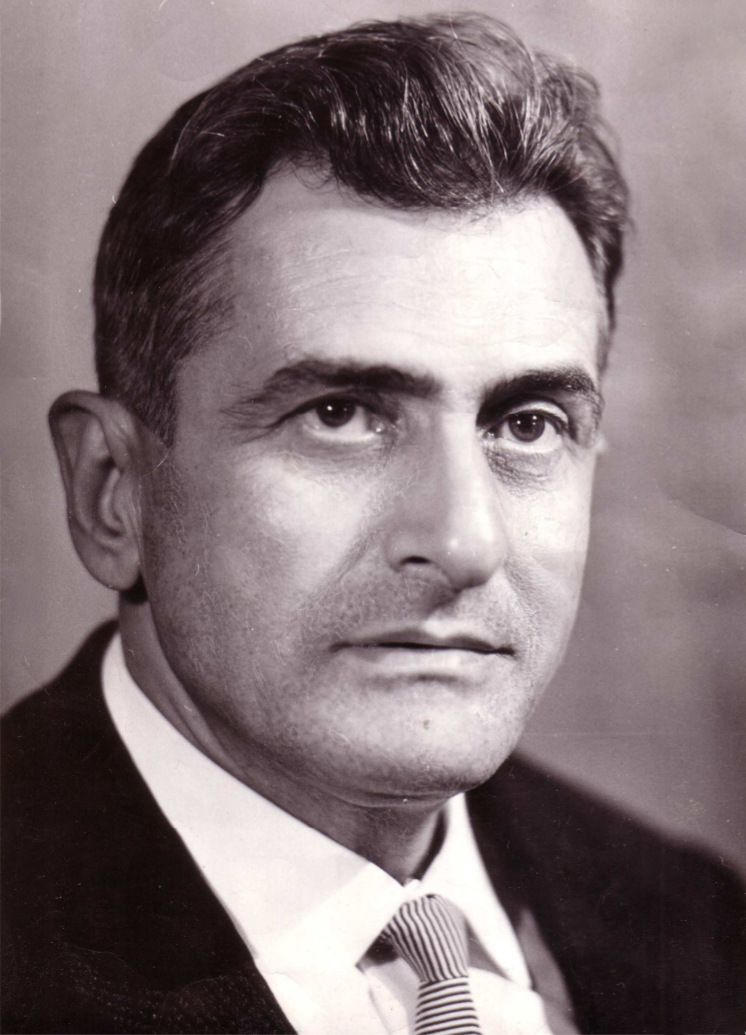
Iwan Knunjanz

Iwan Ljudwigowitsch Knunjanz (russisch Иван Людвигович Кнунянц, armenisch Իվան Լյուդվիգի Կնունյանց; * 22. Maijul. / 4. Juni 1906greg. in Şuşa, Bergkarabach; † 21. Dezember 1990 in Moskau) war ein sowjetischer Chemiker armenischer Abstammung, der Nylon-6 erfand.
Er studierte bei Alexei Jewgenjewitsch Tschitschibabin an der Staatlichen Technische Universität Moskau, wo er 1928 graduierte.
Er gründete eine Schule für Fluorcarbone-Chemie. Er war einer der wichtigsten Entwickler des sowjetischen Chemiewaffen-Programms und entwickelte Medikamente für die Chemotherapie gegen Krebs. 1946 wurde er korrespondierendes und 1953 Vollmitglied der Akademie der Wissenschaften der UdSSR. Er erhielt den Leninorden (1966), den Stalinpreis (1943, 1948, 1950), den Leninpreis (1972), den Titel Held der sozialistischen Arbeit sowie weitere staatlichen Auszeichnungen.